# Maletina
Maletina (cyr. Малетина) – wieś w Serbii, w okręgu niszawskim, w gminie Ražanj. W 2011 roku liczyła 131 mieszkańców.